# HMAS Ipswich (FCPB 209)
Pour les articles homonymes, voir HMAS Ipswich.
Le HMAS Ipswich (FCPB 209), nommé d’après la ville d’Ipswich, dans le Queensland, était un patrouilleur de classe Fremantle de la Royal Australian Navy (RAN).

## Conception et construction
À partir de la fin des années 1960, la planification d’une nouvelle classe de patrouilleurs pour remplacer la classe Attack a commencé, avec des conceptions visant à une meilleure tenue à la mer, un équipement et des armes plus modernes. Les navires de classe Fremantle avaient un déplacement de 220 tonnes à pleine charge, mesuraient 41,9 mètres de longueur hors tout, ils avaient une largeur de 7,39 mètres, et un tirant d'eau maximal de 1,75 mètre. Leur propulsion principale se composait de deux moteurs Diesel de la série MTU 538, qui fournissaient une puissance de 3200 chevaux (2400 kW) aux deux arbres d'hélice. L’échappement n’était pas expulsé par une cheminée, comme sur la plupart des navires, mais par des évents sous la ligne de flottaison. Les patrouilleurs pouvaient atteindre une vitesse maximale de 30 nœuds (56 km/h) et avaient une autonomie maximale de 5000 milles marins (9300 km) à 5 nœuds (9,3 km/h). L’équipage se composait de 22 personnes.
Chaque patrouilleur était armé d’un seul canon Bofors 40 mm L/60 monté à l’avant comme armement principal, complété par deux mitrailleuses Browning M2 de calibre .50 et un mortier de 81 mm,, mais le mortier a été retiré de tous les navires à la fin des années 1990. À l’origine, l’arme principale devait être constituée de deux canons de 30 mm sur un affût double, mais les Bofors reconditionnés ont été sélectionnés pour réduire les coûts. Des dispositions ont été prises pour installer un armement amélioré plus tard dans la carrière de la classe, mais cela ne s’est pas produit,.

## Carrière
Le HMAS Ipswich a été mis en chantier le 29 octobre 1980 par NQEA à Cairns, dans le Queensland. Il a été lancé le 25 septembre 1982 et mis en service dans la RAN le 13 novembre 1982.
En octobre et novembre 2006, le HMAS Ipswich a été le principal navire utilisé pour le tournage de la série télévisée australienne de 13 épisodes Sea Patrol. Le HMAS Ipswich a été rebaptisé HMAS Hammersley (nom fictif) avec le numéro de fanion 202 et a passé six semaines à opérer au large de Dunk Island avec à son bord les acteurs de la série en plus de son équipage normal. Les images du HMAS Ipswich en mer ont été mélangées à des scènes tournées sur et autour de son sister-ship le HMAS Wollongong alors que ce dernier était amarré à Sydney.
Le HMAS Ipswich a été désarmé le 11 mai 2007, lors d’une cérémonie conjointe avec le HMAS Townsville. Les deux patrouilleurs étaient les derniers de leur classe encore en service actif. Le HMAS Ipswich a été démantelé à Darwin en 2007, pour un coût de 450 000 dollars pour le gouvernement australien. Le canon Bofors du patrouilleur a été incorporé dans un cairn commémoratif naval en forme de proue du HMAS Ipswich dans Queens Park, à Ipswich.